# N835 (België)
De N835 is een gewestweg in de Belgische provincies Luxemburg en Namen. De route verbindt de N94 ten noorden van Wellin met de N95 ten oosten van Patignies. De route heeft een lengte van ongeveer 18 kilometer en bestaat uit twee rijstroken voor beide rijrichtingen samen.

## Plaatsen langs de N835
- Wellin
- Lomprez
- Barzin
- Sohier
- Haut-Fays
- Patignies